# Elisa Pries
Elisa Pries (* 1992) ist eine deutsche Schauspielerin.

## Leben
Von 1998 bis 2004 verkörperte Pries die Rolle der Merle Hartung in der Kinderserie Die Kinder vom Alstertal. In der NDR-Fernsehproduktion war sie in insgesamt 42 der 52 Episoden zu sehen. 2000 folgte eine Besetzung im Fernsehfilm Kein Weg zurück an der Seite von deutschen Filmgrößen wie Armin Rohde und Miroslav Nemec. Im gleichen Jahr hatte sie eine Nebenrolle als Svenja Petersen im Fernsehfilm Dreamgate. Ihr älterer Bruder Niklas Pries ist ebenfalls Schauspieler.

## Filmografie
- 1998–2004: Die Kinder vom Alstertal (Fernsehserie, 42 Episoden)
- 2000: Kein Weg zurück (Fernsehfilm)
- 2000: Dreamgate (Fernsehfilm)